# Station Weert
Station Weert is een Nederlands spoorwegstation in Weert en werd geopend op 20 juli 1879. Het ligt op het traject Eindhoven - Roermond - Maastricht.
Station Weert is een belangrijk openbaar vervoerknooppunt in Midden-Limburg. Het is het begin- en eindpunt van veel buslijnen in de regio.
Het stationsgebouw dat er nu staat, is in 1914 gebouwd en is ontworpen door George Willem van Heukelom. Het is een in baksteen opgetrokken gebouw met een achtkantige toren, voorzien van een torenspits met stadswapen.
Bij het station zijn meerdere onbewaakte fietsenstallingen en een bewaakte fietsenstalling. Bij het station ligt een taxistandplaats en een busstation, met bussen naar diverse plaatsen in de omgeving. Verder is er een groot (betaald) parkeerterrein voor auto's.
Tot eind jaren zestig was Weert belangrijk voor het goederenvervoer per spoor. Vanuit Weert werden Maarheeze (inclusief de Philips-fabriek), Heeze, Budel en Baexem-Heythuysen bediend. Daarvoor beschikt Weert over een groot goederenemplacement en een eigen rangeerlocje ("Sik"). Van het oorspronkelijke station uit 1879 resteerden tot circa 1972 twee sporen die, laaggelegen langs de Parallelweg (lokaal genaamd "De Put"), enkele fabrieken railaansluiting tot voor de deur boden (zie Sven Zeegers' sporenplan 1965). Ook was in die tijd de oude locomotievenloods nog aanwezig die later in opdracht van NS werd gesloopt. Het is in 2008 door de Nederlands Spoorwegen (NS) verkozen tot mooiste treinstation.
Na een renovatie van vier maanden in 2009 is het station uitgerust met een moderne fietsenstalling. Deze is 24 uur per dag bereikbaar. De fietsenstalling is geïntegreerd in het stationsgebouw aan de linkerzijde.

## België
Er waren gesprekken gaande om opnieuw een treindienst te exploiteren van Weert naar Hamont, en verder naar Antwerpen-Centraal. De IC-trein van de NMBS met eindhalte in Hamont zou dan doorgetrokken worden tot Weert. In 2021 werd gerapporteerd dat deze verbinding niet rendabel zou zijn, desondanks was in het Belgische parlement een meerderheid voorstander van deze verbinding. In 2023 werd echter gerapporteerd dat deze verbinding goedkoper kan worden gerealiseerd.

## Treinverbindingen
De volgende treinseries halteren in de dienstregeling 2025 te Weert:
| Serie            | Treinsoort          | Route | Bijzonderheden |
| ---------------- | ------------------- | --- | --- |
| 2700             | Intercity (NS)      | Maastricht – Sittard – Roermond – Weert – Eindhoven Centraal – 's-Hertogenbosch – Utrecht Centraal – Amsterdam Centraal – Alkmaar – (Den Helder) | Rijdt van maandag t/m donderdag tot 20:00 uur tussen Alkmaar en Maastricht. Rijdt op vrijdag en in het weekend enkel tussen Alkmaar en Amsterdam Centraal. Tijdens de spits rijden 2 ritten in spitsrichting door van/naar Den Helder. Rijdt niet 's avonds na 20:00. Wordt na 20:00 uur, op vrijdag en in het weekend tussen Amsterdam Centraal en Maastricht vervangen door intercity 2900. |
| 2900             | Intercity (NS)      | Enkhuizen – Hoorn – Amsterdam Centraal – Utrecht Centraal – 's-Hertogenbosch – Eindhoven Centraal – Weert – Roermond – Sittard – Maastricht      | Rijdt van maandag t/m donderdag in de vroege ochtend en in de avonduren en rijdt van vrijdag t/m zondag de hele dag en vervangt dan Intercity 3900 tussen Enkhuizen en Amsterdam Centraal en intercity 2700 tussen Amsterdam Centraal en Maastricht. |
| 3900             | Intercity (NS)      | Enkhuizen – Hoorn – Amsterdam Centraal – Utrecht Centraal – 's-Hertogenbosch – Eindhoven Centraal – Weert – Roermond – Sittard – Heerlen         | Stopt niet in Zaandam. Rijdt in de avonduren en van vrijdag t/m zondag de hele dag enkel tussen Eindhoven Centraal en Heerlen. Wordt in de avonduren en van vrijdag t/m zondag de hele dag vervangen door intercity 2900. Rijdt van maandag t/m donderdag in de avonduren enkel tussen Sittard en Heerlen en rijdt dan 1x/uur.                                                                |
| 6400             | Sprinter (NS)       | Tilburg Universiteit – Tilburg – Eindhoven Centraal – (Weert)                                                                                    | Rijdt tussen 20:00 en 22:00 uur en op zondag 1x/uur tussen Eindhoven Centraal en Weert. Rijdt na 22:00 uur 1x/uur op het hele traject. |
| Nachttrein 32710 | Nachttrein (Arriva) | Maastricht – Weert – Eindhoven Centraal – 's-Hertogenbosch – Utrecht Centraal – Amsterdam Centraal – Schiphol Airport                            | Rijdt alleen in de nacht van vrijdag op zaterdag. |

## Ontwikkeling aantal reizigers
Het aantal door NS vervoerde reizigers (per gemiddelde werkdag) ontwikkelde zich sedert 2019 als volgt:
| Jaar | Aantal reizigers |
| ---- | ---------------- |
| 2019 | 8.322            |
| 2020 | 3.886            |
| 2021 | 4.190            |
| 2022 | 5.767            |
| 2023 | 6.698            |
| 2024 | 6.738            |

## Afbeeldingen

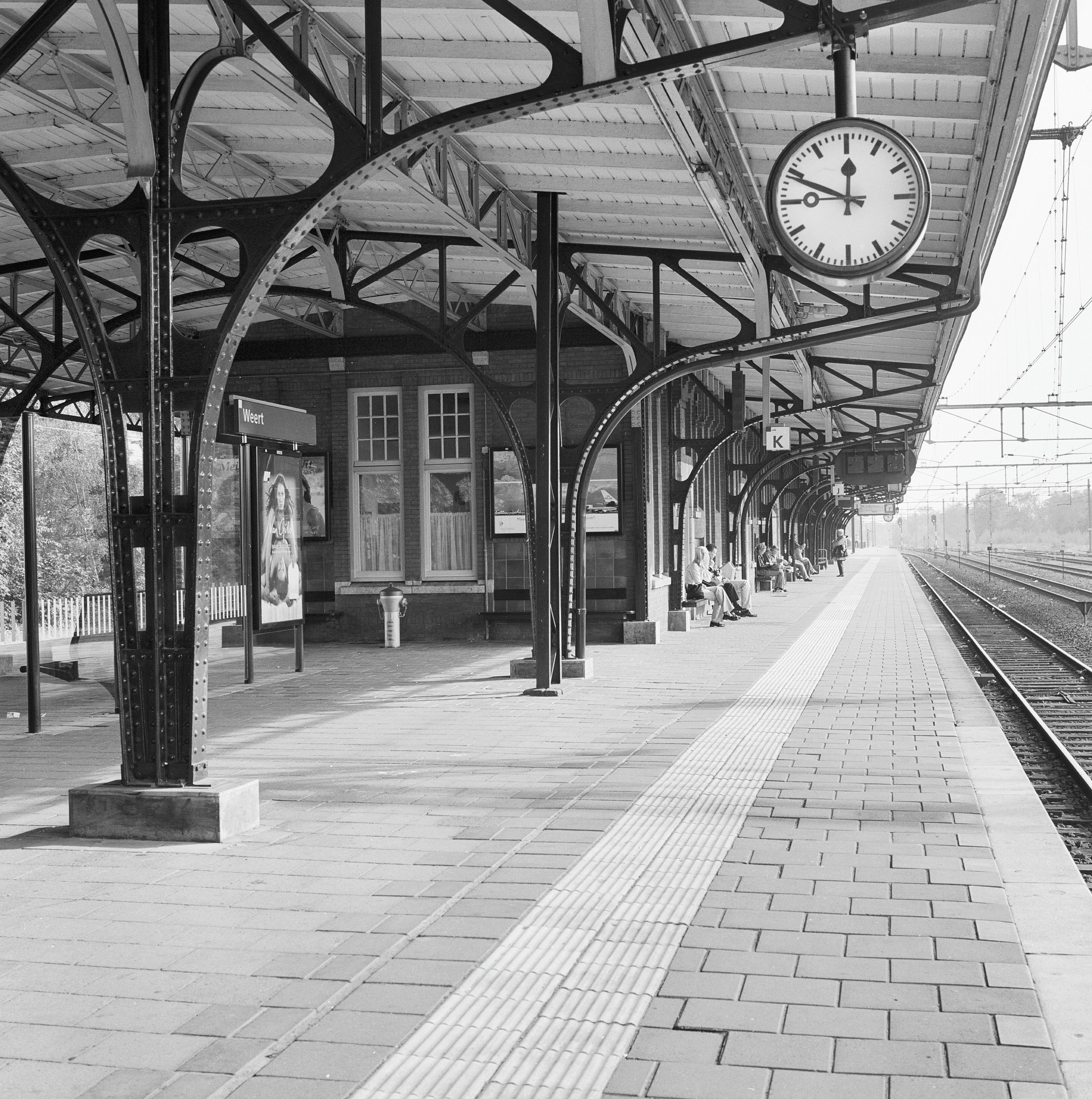
Het perron in 2002
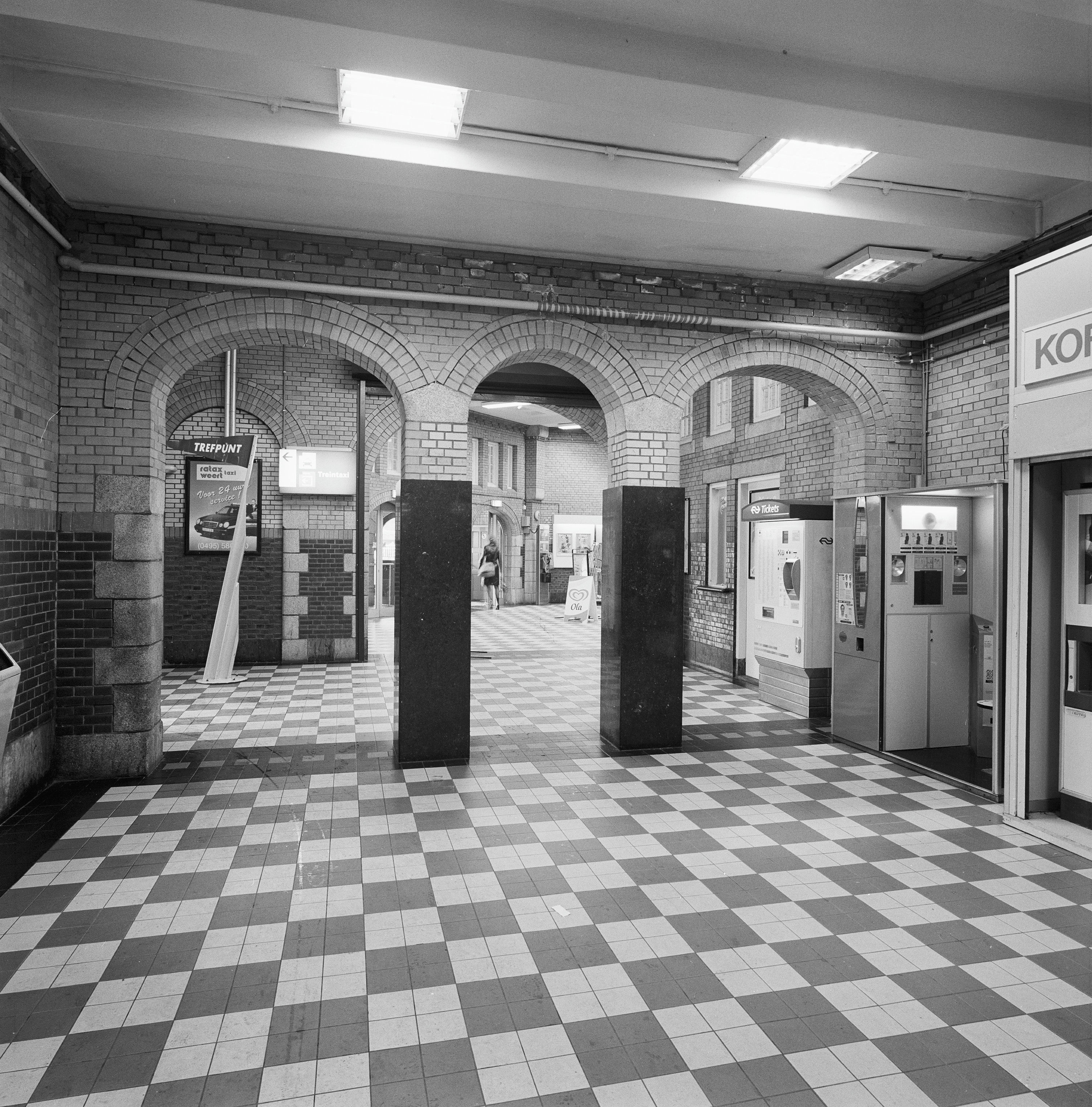
Stationshal in 2002
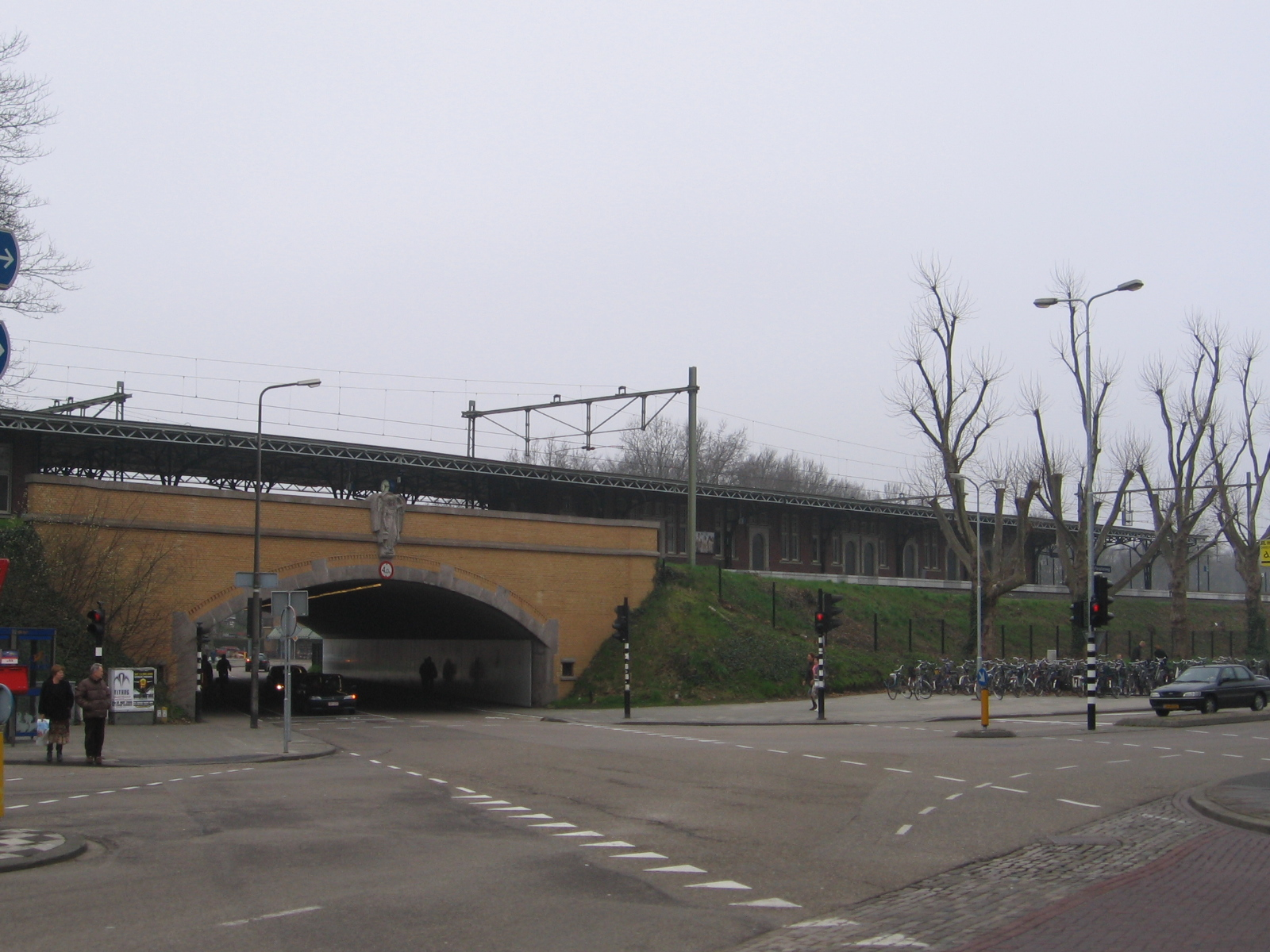
Perrons op een viaduct
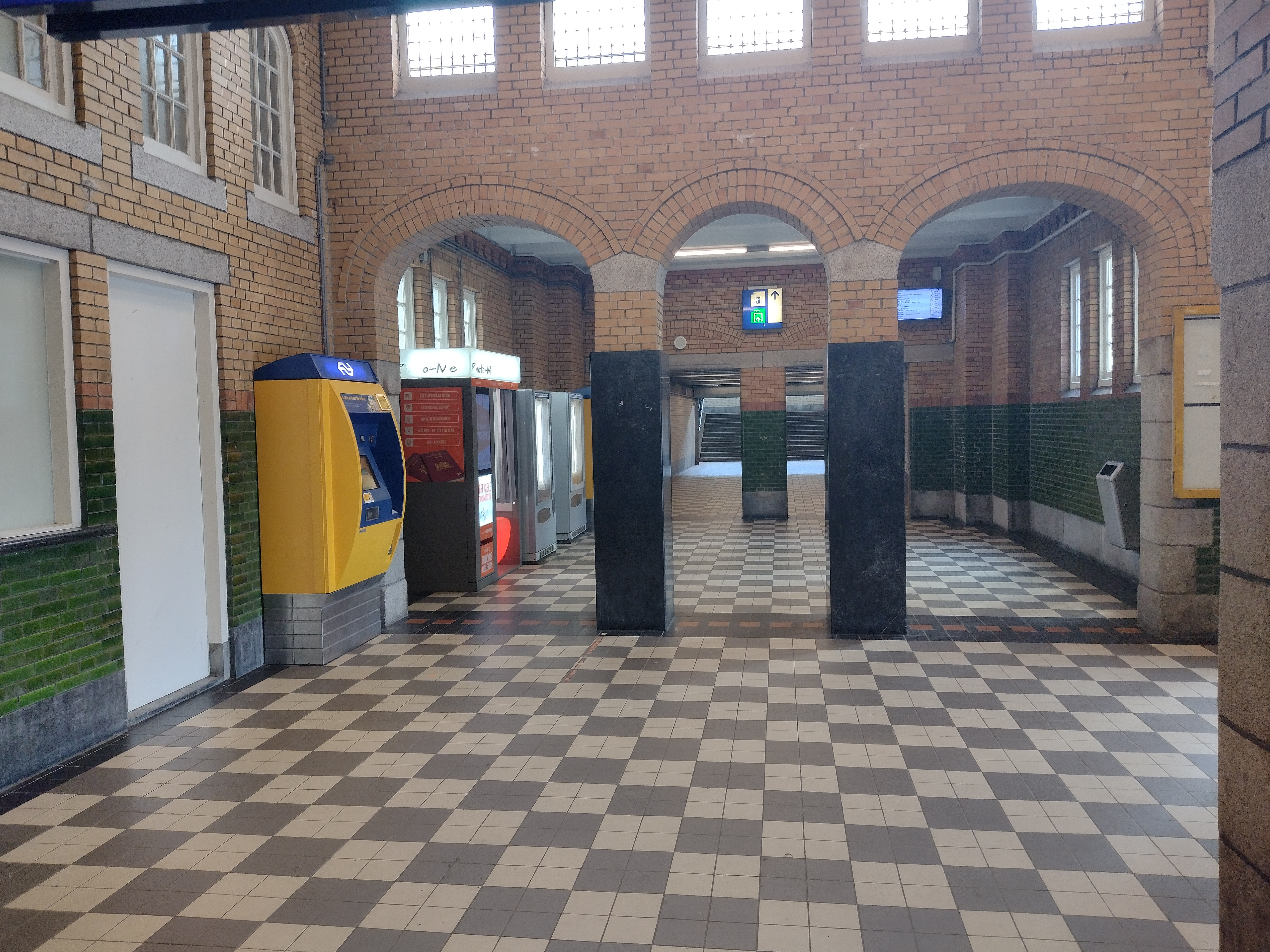
Stationshal (2024)
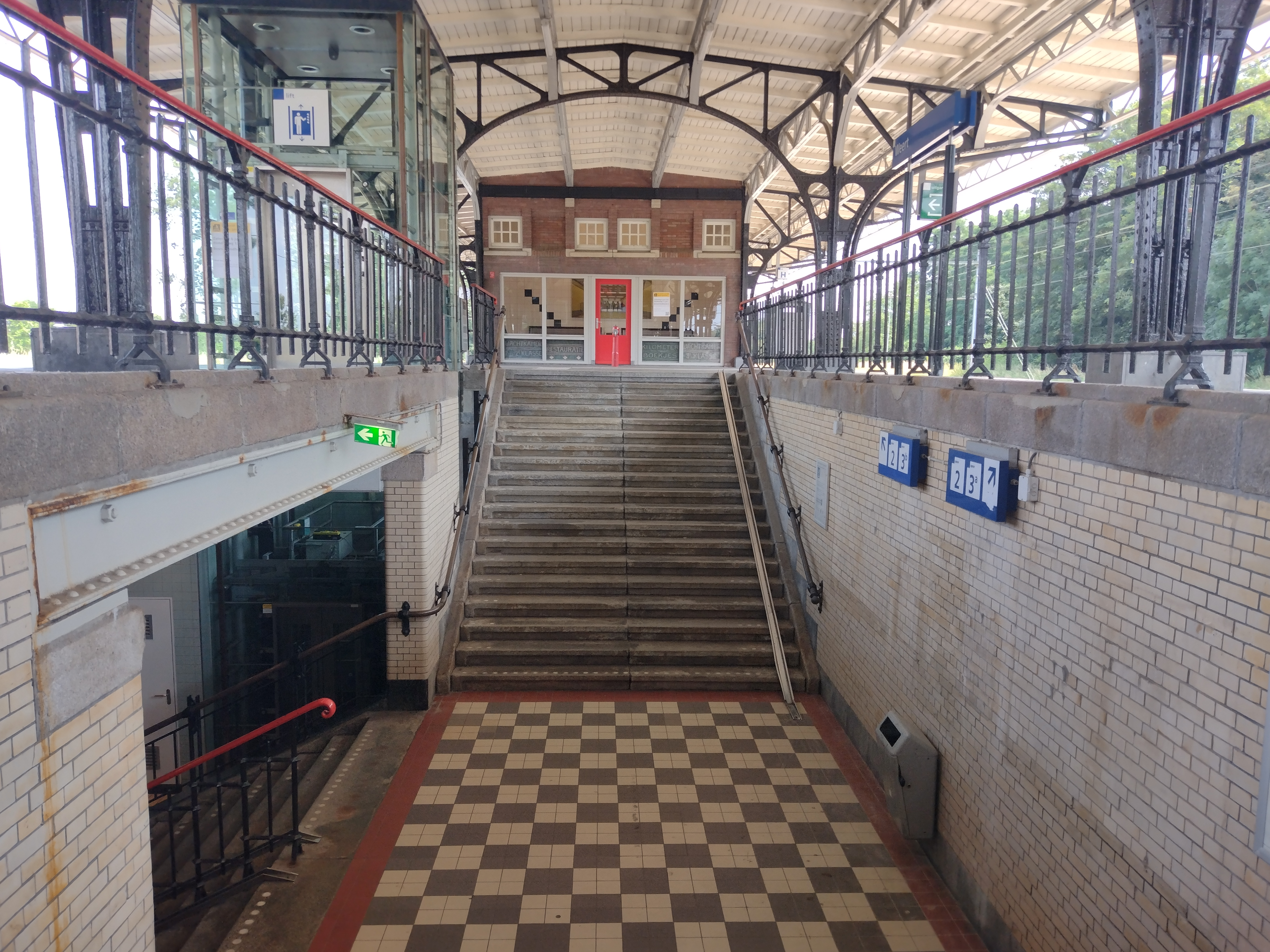
Trap naar het perron
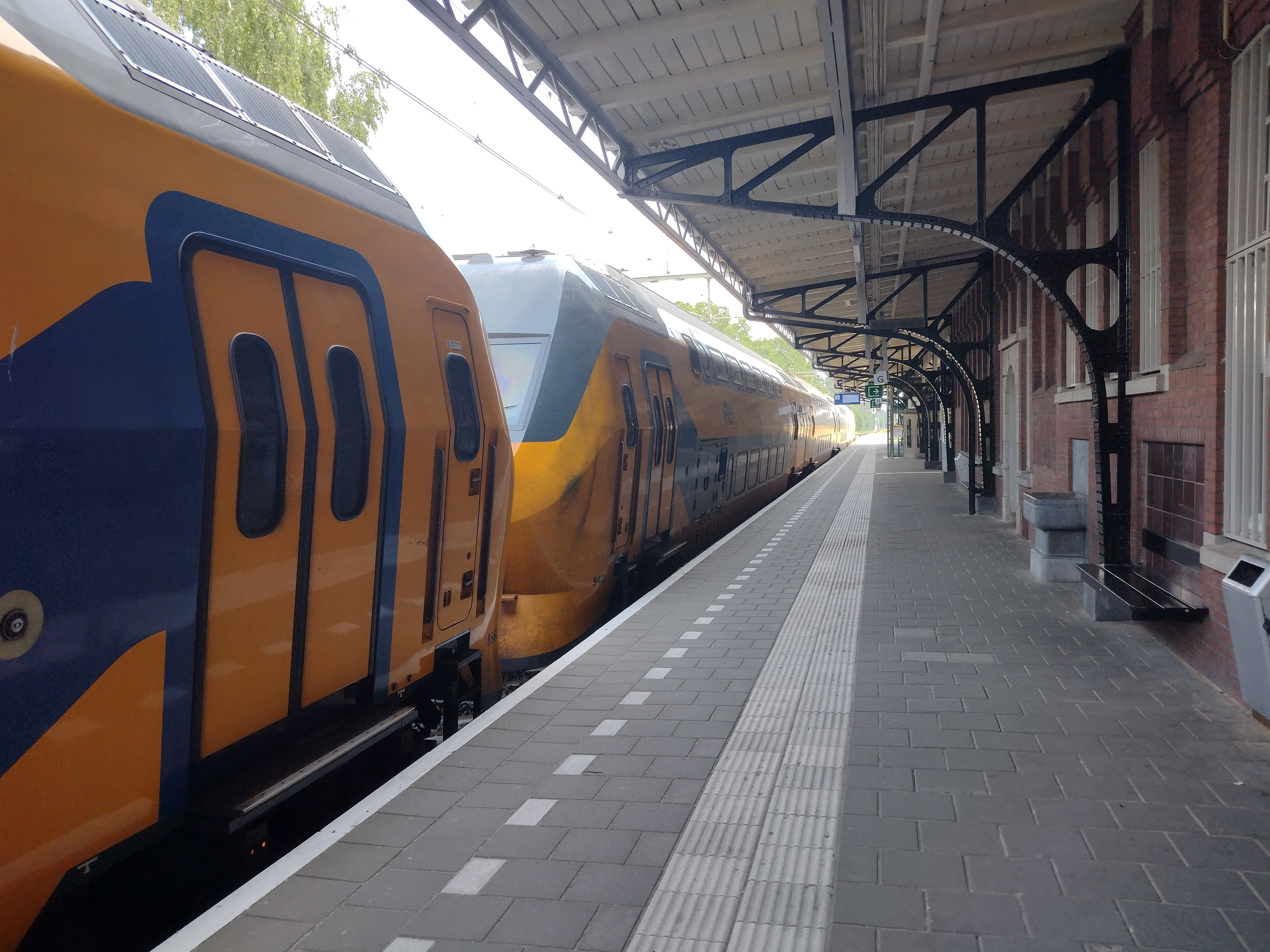
VIRMm op het station
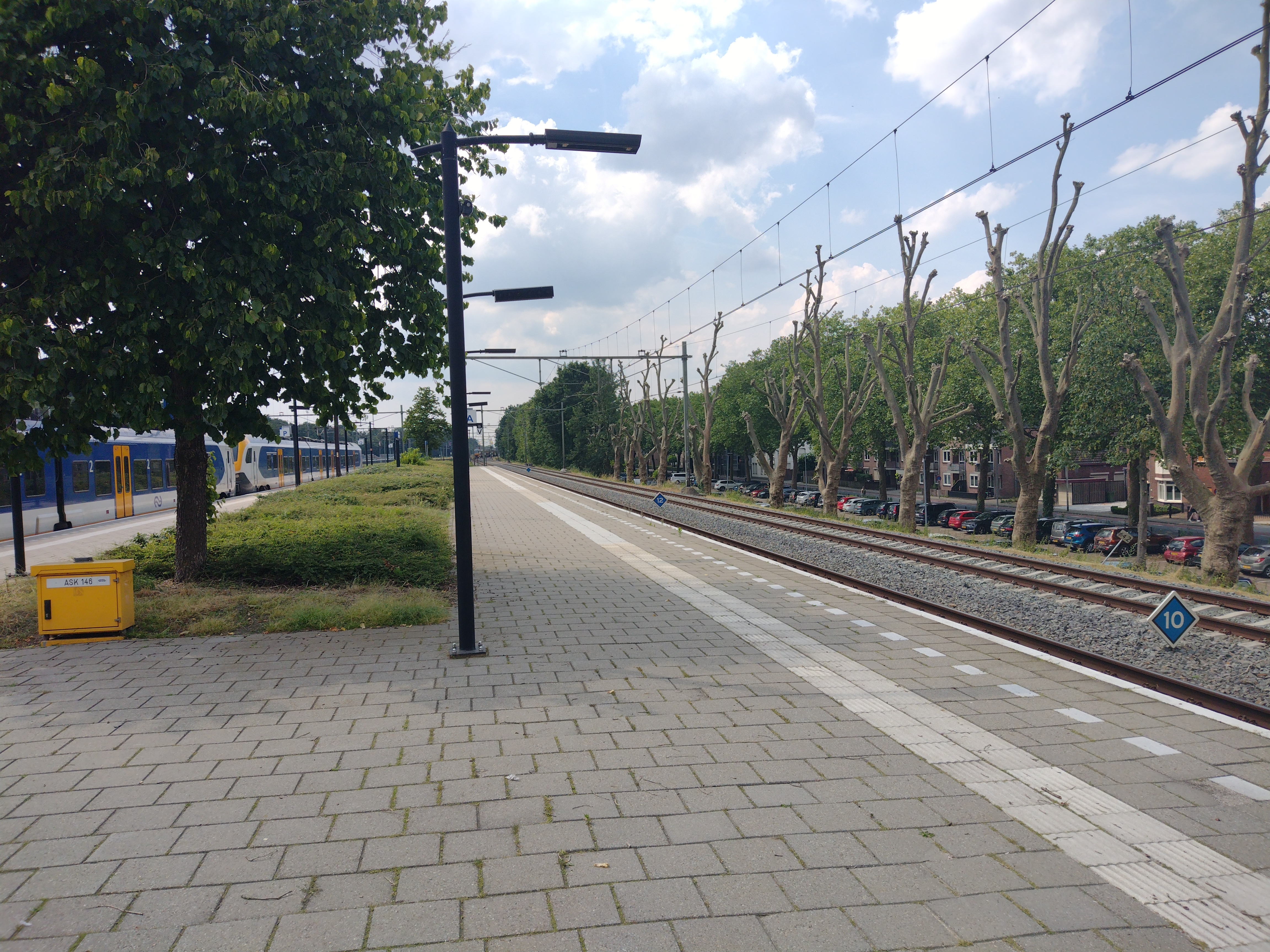
Uiteinde van het perron. Links een NS FLIRT

0: Eindhoven Centraal ·
Tongelre ·
6: Geldrop ·
10: Heeze ·
11: Heeze-Leende ·
15: Sterksel ·
19: Maarheeze ·
30: Weert
55: Budel ·
64: Weert ·
73: Kelpen ·
77: Baexem-Heythuysen ·
Haelen ·
Buggenum ·
88: Roermond ·
94: Melick-Herkenbosch ·
102: Vlodrop
Beek-Elsloo ·
Blerick · 
Bunde · 
Chevremont · 
Echt ·
Eijsden ·
Eygelshoven ·
-Markt · 
Geleen:
-Lutterade · 
-Oost · 
Heerlen ·
-Woonboulevard ·
Hoensbroek · 
Horst-Sevenum · 
Houthem-Sint Gerlach · 
Kerkrade Centrum ·
Klimmen-Ransdaal · 
Landgraaf · 
Maastricht ·
-Noord · 
-Randwyck · 
Meerssen ·
Mook-Molenhoek ·
Nuth · 
Reuver · 
Roermond ·
Schin op Geul · 
Schinnen · 
Sittard · 
Spaubeek · 
Susteren · 
Swalmen · 
Tegelen · 
Valkenburg · 
Venlo · 
Venray ·
Voerendaal · 
Weert
Voormalige stations: zie de lijst van voormalige spoorwegstations in Limburg (Nederland)